# Pasador elástico ranurado
´

Pasador elástico ranurado.

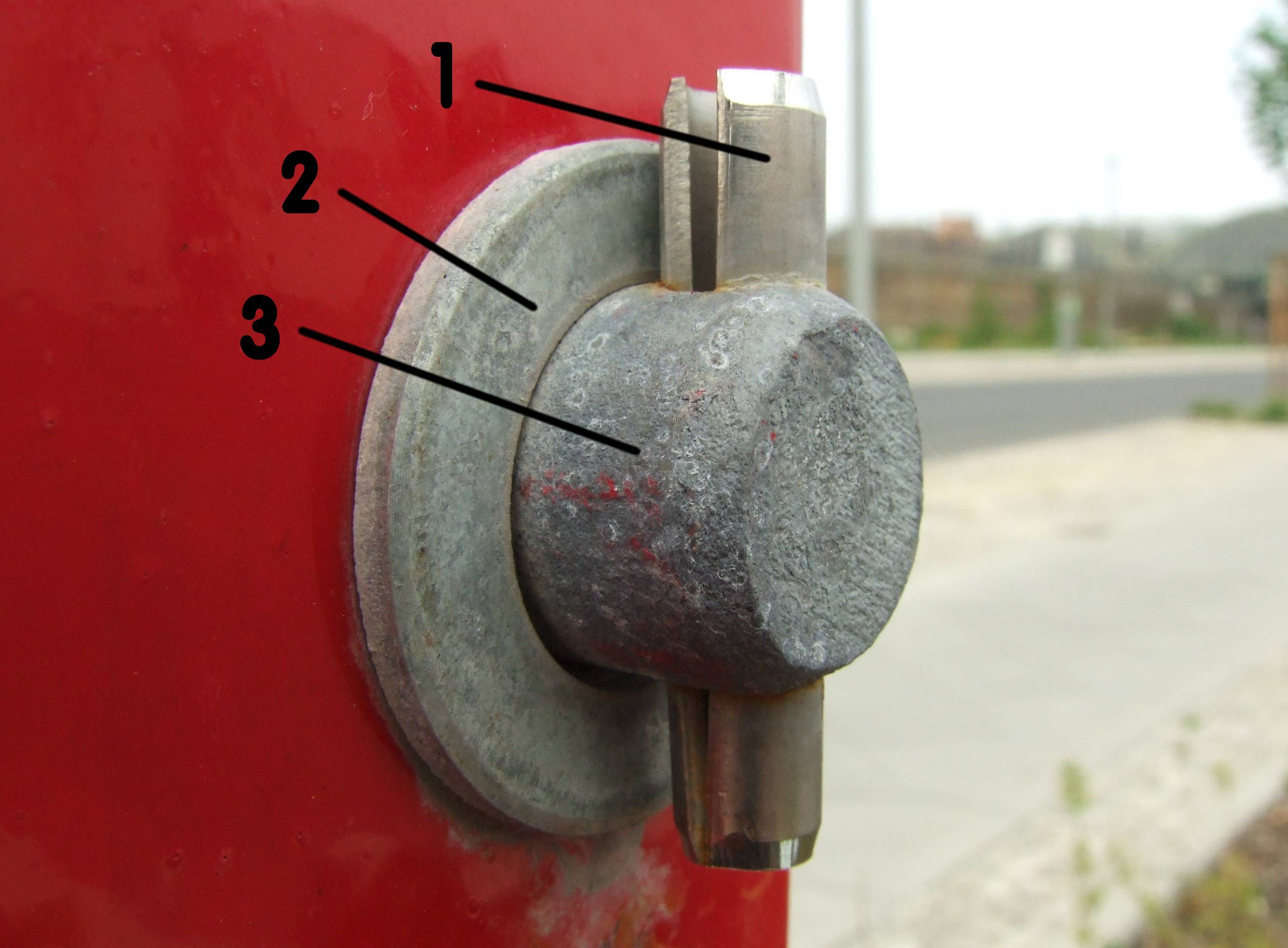
Un pasador elástico ranurado (1) y una arandela (2) son usados para asegurar un eje(3).

El pasador elástico ranurado es un tipo de pasador de fijación mecánica desmontable. Este tipo de pasador ( slotted spring pin) se caracteriza por su forma  cilíndrica abierta longitudinalmente. La anchura de la ranura permite disminuir su tamaño bajo esfuerzos de modo que sea fácil de introducir en los orificios. Una vez introducido  las  tensiones elásticas hacen que el material tienda a recuperar su forma natural (libre de esfuerzos).Al quedar esta recuperación limitada por el diámetro del agujero se producen fuerzas de presión entre superficies que aseguran la unión.

## Clasificación
Existen en diferentes configuraciones: 
- Con acanaladuras constantes y centradas en la mitad de su longitud
- Con acanaladuras constantes en toda su longitud
- Con acanaladuras constantes en toda su longitud y tetón centrado
- Con acanaladuras progresivas invertidas en la mitad de su longitud

## Materiales
Los pasadores ranurados suelen fabricarse en aceros al carbono o aceros inoxidables austeníticos y martensíticos que les conceden una gran resistencia mecánica. Además suelen poseer acabados electroquímicos o de fosfatación para eliminar el problema de la fragilización por hidrógeno. En la normativa se especifican los tratamientos térmicos, las composiciones mínimas y máximas aceptables y las durezas exigibles.

## Aplicaciones y particularidades
Los pasadores suelen tener unos bordes achaflanados para ayudar en su inserción permitiendo así que los agujeros donde se colocan no deban tener acabados excesivamente precisos.
En caso de que con un solo pasador no  resistiera los esfuerzos en la unión, es posible introducir un segundo pasador, interior al otro, de modo que ambos resistieran los esfuerzos. En tal caso se aconseja que las ranuras longitudinales de ambos pasadores  se encuentren opuestas.
Los pasadores ranurados son empleados en gran cantidad de aplicaciones debido a que reducen el tiempo de montaje y proporcionan unas buenas características mecánicas. Son usados tanto  para limitar los movimientos de una unión como para servir como base de rodadura entre elementos móviles.
Se utilizan sobre todo tipo de materiales y sus tamaños pueden variar dentro de una rango amplio .Se utilizan tanto para aplicaciones con pequeñas necesidades mecánicas ( bisagras de elementos de cosmética , ensamblaje de sistemas informáticos...etc) como en aplicaciones de mayores prestaciones ( tenazas , herramientas, ejes de motores, cierres de compuertas...etc).
En ellas se especifica las necesidades a cumplir por los pasadores en aspectos tales como: Materiales, acabados superficiales, calidad de ejecución, resistencia al cizallamiento, recepción  designación y dimensionado.

## Normativa
Las normas EN_ISO relacionadas con este tipo de pasadores son:
- UNE –EN-ISO-2338: Pasadores cilíndricos de acero no templado y acero inoxidable austenítico (1997)
- UNE –EN-ISO-8740: Pasadores acanalados con acanaladuras constantes en toda su longitud y punta biselada (1997)
- UNE –EN-ISO-8743: Pasadores acanalados con acanaladuras constantes y centradas  en la mitad de su longitud (1997)
- UNE –EN-ISO-8745: Pasadores acanalados con acanaladuras progresivas  en la mitad de su longitud (1997)
- UNE –EN-ISO-8741: Pasadores acanalados con acanaladuras progresivas invertidas en la mitad de su longitud (1997)
- UNE –EN-ISO-8744: Pasadores acanalados con acanaladuras progresivas en toda su longitud (1997)
- UNE –EN-ISO-13337: Pasadores cilíndricos de resorte, ranurados (2009).Serie ligera
- UNE –EN-ISO-8739: Pasadores acanalados con acanaladuras constantes en toda su longitud y tetón de centrado (1997)